# Louis Pens

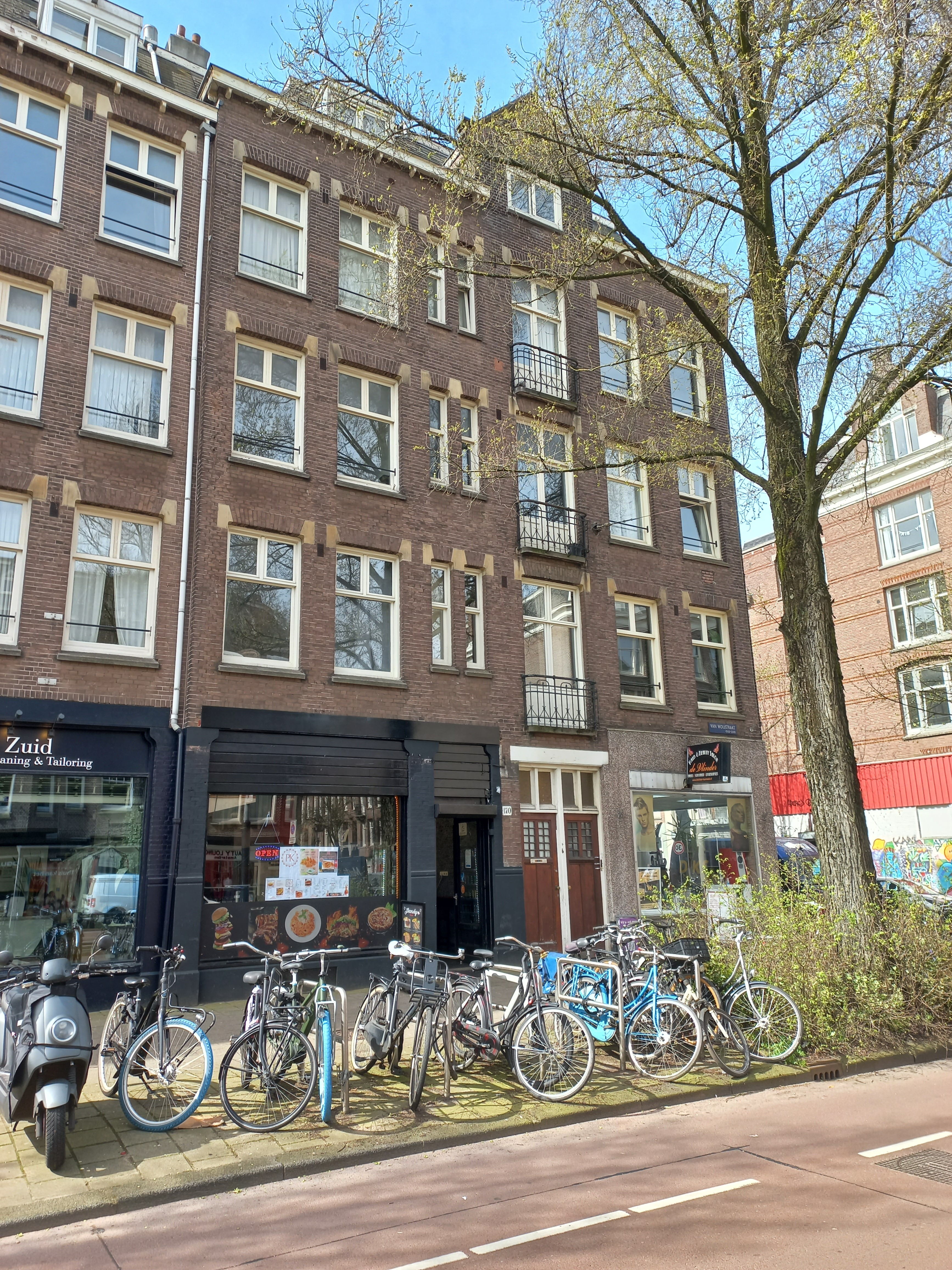
Familie Pens woonde jarenlang drie hoog boven de zwarte winkel (april 2024)

Louis Pens (Amsterdam 28 juli 1900 – Amsterdam, 28 juli 1955) was een Nederlands violist.
Louis (koosnaam Lou) was zoon van Naatje Jacobs (1876-1943) en Samuel Pens (1871-1943). Zijn beide ouders werden vermoord in Sobibór. Hijzelf was in 1930 getrouwd met Helena Agnes Scholte (geboren in 1901). Het paar, jarenlang wonend aan de Van Woustraat 170, had geen kinderen.
Pens studeerde aan het Conservatorium van Amsterdam en studeerde daar in 1918 af op piano en viool. Direct daarna, 1 oktober 1918, werd hij eerste violist bij het Koninklijk Concertgebouworkest, een functie die hij tot zijn overlijden op 28 juli 1955 aanhield.
In 1922 trad hij met andere musici waaronder Louis Davids, Lou Bandy en Max Tak ter gelegenheid van het 12,5-jarig jubileum van danser Jules Monasch. In 1939 was hij leider van het Concertgebouw-Tango (Strijk) Orkest.
Zijn periode in het orkest werd per 1 september 1941 abrupt afgebroken. Op last van de Duitse bezetter werden Joodse musici door het orkest ontslagen; ze mochten geen deel meer uitmaken van het (culturele) leven. Pens ging met enkele collegae spelen in het Joodsch Symphonie Orkest. Vanwege de deportaties en in beslagname van hun concertzaal bestond het nauwelijks een jaar. Pens werd vermoedelijk daarna via het Plan-Frederiks ondergebracht in een reserveringskamp in Barneveld, waar ze zich veilig achtten. Dat bleek niet het geval, ze werden even later toch via Kamp Westerbork gedeporteerd naar Theresienstadt. Pens wist het te overleven en werd via Zwitserland gerepatrieerd en nam weer plaats in het orkest. In oktober 1945 werd hij samen met anderen bij terugkeer gehuldigd; ook vanwege hun 25-jarig jubileum.
Hij was al enige tijd voor zijn overlijden ziek; hij overleed op zijn 55ste verjaardag. Hij werd begraven op Zorgvlied. Zijn begrafenisstoet kwam langs het Concertgebouw voor een laatste eerbetoon. Hij was jarenlang lid van artiestenvereniging N.A.R. aan het Rembrandtsplein.
In 2020 werd zijn naam opgenomen in het Gedenkteken Joodse Musici in het Concertgebouw; een postuum eerbetoon van het orkest aan de tijdens de arisering ontslagen orkestleden.